# Mario Bolatti
Mario Ariel Bolatti (* 17. Februar 1985 in La Para) ist ein ehemaliger argentinischer Fußballspieler italienischer Herkunft auf der Position eines Mittelfeldspielers.

## Karriere

### Karrierebeginn in Córdoba
Der in La Para in der argentinischen Provinz Córdoba geborene und aufgewachsene Bolatti begann seine aktive Karriere als Fußballspieler beim CA Belgrano in der Metropole Córdoba. Beim Verein durchlief er anfangs die Jugend und kam ab 2003 zu seinen ersten Einsätzen für das Profiteam. Nachdem er im Jahre 2003 bereits in einigen Meisterschaftsspielen zu Kurzeinsätzen kam, und dabei im August 2003 in einem Spiel gegen die Argentinos Juniors debütierte, folgten in der Torneo Apertura 2004 weitere zwei Ligaeinsätze.
Nach weiteren elf Spielen in der Torneo Clausura 2005 und 17 Ligaauftritten in der Torneo Apertura 2005 war es vor allem Bolattis Rolle als Schlüsselspieler zu verdanken, dass der CA Belgrano nach der absolvierten Torneo Apertura 2006 und den nachfolgenden Relegationsspielen den Aufstieg in die argentinische Primera División, die höchste Spielklasse des Landes schaffte. Bolatti kam dabei in 16 Meisterschaftsspielen zum Einsatz, in denen beiden Aufstiegs-Play-off-Spielen gewann der CA Belgrano mit einem Gesamtscore von 4:2 über Olimpo de Bahía Blanca.
Doch nach dem erfolgreichen Aufstieg in die Erstklassigkeit blieben die Erfolge des Teams weitgehend aus. Nach einer mäßigen Torneo Apertura 2006, in der Bolatti bei 17 absolvierten Meisterschaftsspielen auch seinen ersten Profiligatreffer erzielte, folgte eine noch schlechtere Torneo Clausura 2007. Obwohl die Mannschaft am Ende der Clausura auf dem 16. Platz rangierte, war sie – die Relegationstabelle betrachtend – am Ende nur auf dem vorletzten Platz und musste so zusammen mit dem Quilmes AC den Direktabstieg in die erneute Zweitklassigkeit antreten. CD Godoy Cruz und CA Nueva Chicago folgten nach den misslungenen Relegationsspielen.
Im Jahre 2007 stand der kopfballstarke Bolatti kurz vor einem Wechsel zu Juventus Turin. Nachdem der Vereinsvorstand von Belgrano noch meinte, den Mittelfeldmotor bis zum Sommer 2007 halten zu wollen, sollte der Wechsel in die höchste italienische Spielklasse im Juli 2007 vonstattengehen. Doch aus dem Wechsel wurde bis Sommer nichts und der Deal platzte. Auch der argentinische Erfolgsklub Boca Juniors zeigte Interesse an dem taktisch klugen Bolatti und machte sogar ein Angebot von 1,5 Millionen arg$, was einer Summe von knapp 300.000 € nahekommt.

### Wechsel nach Portugal
Im Gegenzug dazu folgte im Sommer 2007 ein Wechsel nach Portugal, wo er beim FC Porto in der SuperLiga einen Vertrag mit einer Laufzeit von vier Jahren unterzeichnete. Bei den Portugiesen spielte er an der Seite seiner Landsmänner Ernesto Antonio Farías, Luis González, Mariano González sowie des Torjägers Lisandro López. Sein Teamdebüt gab er am 26. August 2007 beim 1:0-Heimerfolg über Sporting Lissabon, als er in der 85. Minute für Lisandro López auf den Rasen kam. Zur Spielzeit 2007/08, seiner ersten Spielzeit beim neuen Verein, folgten 15 Meisterschaftseinsätze. Mit dem FC Porto wurde er in dieser Saison, obwohl die Mannschaft zu Saisonbeginn bereits mit minus sechs Punkten gestartet war, mit 14 Punkten Vorsprung auf Sporting Lissabon Meister der portugiesischen SuperLiga.
Weiters absolvierte der 1,89 m große Mittelfeldakteur zwei Spiele in der UEFA Champions League 2007/08, wo er mit der Mannschaft bis ins Achtelfinale einzog und dort im Elfmeterschießen gegen den FC Schalke 04 vom laufenden Bewerb ausschied. Bis auf einen Einsatz in der Taça da Liga 2008/09, wo seine Mannschaft im Halbfinale gegen Sporting Lissabon ausschied, kam der Argentinier in der Saison 2008/09 in keinem Pflichtspiel des FC Porto mehr zum Einsatz.

### Rückkehr in die Heimat
Im Februar 2009 beschloss Portos Vereinsvorstand nach Empfehlung von Luis González den Mittelfeldspieler auf Leihbasis zurück in seine Heimat zu schicken, wo er schlussendlich vom CA Huracán mit Spielbetrieb in der Primera División aufgenommen wurde. Für den Verein aus der Metropole Buenos Aires absolvierte er in der Torneo Clausura 2009 19 Spiele und brachte es auf seine mit Abstand beste Offensivleistung. Aus den 19 Ligaspielen des eigentlich defensiv eingestellten Bolattis resultierten fünf Treffer und eine Torvorlage. Aufgrund dieser herausragenden Leistungen wurde Bolatti in dieser Zeit zum Fußballspieler des Jahres 2009 in seiner Heimatregion Córdoba gewählt und feierte außerdem mit der Mannschaft den Vizemeistertitel der Clausura 2009. Auch im Torneo Apertura 2009 kam Bolatti für den CA Huracán zum Einsatz und brachte es dabei auf 17 Ligaeinsätze, in denen er jedoch torlos blieb.

### Für geschätzte 7 Millionen Euro nach Italien
Nachdem Ende 2009 bereits der FC Barcelona sein Interesse über den engagierten Argentinier kundtat, machten sich zeitgleich Probleme bemerkbar, da der CA Huracán einen zwanzigprozentigen Anteil an Bolattis Transferrechten hatte und jeweils weitere 40 % der FC Porto bzw. eine Investorengruppe. Daneben waren zu dieser Zeit auch andere Topklubs wie z. B. FC Sevilla, Lazio Rom, RCD Espanyol, AC Florenz und einige englische Vereine an dem schnellen Mittelfeldspieler interessiert. Am 18. Januar gab schließlich der AC Florenz den Wechsel des defensiven Mittelfeldakteurs bekannt, nachdem sich der Vorstand mit dem FC Porto geeinigt hatte, da Bolattis dortiger Vertrag noch bis 2011 lief. Sein Mannschaftsdebüt gab er am 24. Januar 2010 bei der 0:3-Auswärtsniederlage gegen die US Palermo.
Ende April 2010 zeigte Ángel Cappa, seines Zeichens Cheftrainer beim argentinischen Rekordmeister CA River Plate, Interesse an Bolatti und wollte ihn nach nur kurzem Gastspiel in Florenz wieder zurück in sein Heimatland holen. Doch der Argentinier sagte ab, und meinte, bei Fiorentina bleiben zu wollen. Bis dato (16. Mai 2010) kam Bolatti in zwölf Ligaspielen, in einem Spiel der Coppa Italia 2009/10 sowie in einem Spiel der UEFA Champions League 2009/10 zum Einsatz. Letztere Partie absolvierte er am 17. Februar 2010 bei der 1:2-Auswärtsniederlage gegen den späteren Finalisten FC Bayern München im Achtelfinalhinspiel. Bolatti beendete die Saison 2010/11 bei Florenz nicht. Im Februar 2011 wechselte er nach Brasilien.

### Weiterer Weg Südamerika
Am 8. Februar 2011 wurde Bolatti als neuer Spieler von Internacional Porto Alegre vorgestellt. Nachdem er in der Staatsmeisterschaft von Rio Grande do Sul 2011 und der Série A 2011 noch zu regelmäßigen Einsätzen gekommen war, spielte Bolatti in der Saison 2012 kaum noch eine Rolle und wurde zum Saisonstart 2013 für ein halbes Jahr in seine Heimat an den Racing Club (Avellaneda) ausgeliehen. Nach seiner Rückkehr spielte er auch in der Série A 2013 keine Rolle mehr bei Internacional. Für die Saison 2014 schloss sich ein weiteres Leihgeschäft an. Bolatti kam zum Botafogo FR, einem Ligakonkurrenten von Internacional.
Im Juli 2015 wechselte zu seinem Jugendklub CA Belgrano. Im Dezember des Jahres erhielt er eine Vertragsverlängerung bis Jahresmitte 2017. Im August 2017 wurde sein Wechsel zum CA Boca Unidos bekannt. Mit Beendigung der Saison 2017/18 beendete er seine aktive Laufbahn.

### Nationalmannschaft
Nachdem er zuvor in die Nationalmannschaft seines Heimatlandes einberufen wurde, gab er unter Nationaltrainer Diego Maradona am 12. August 2009 beim 3:2-Auswärtssieg über Russland sein A-Nationalmannschaftsdebüt, als er von Beginn an spielte und in der 65. Minute durch den routinierteren Sebastián Battaglia ersetzt wurde. Nach einem weiteren Freundschaftsspieleinsatz gegen Ghana Anfang Oktober 2009 (2:0-Sieg) kam er am 14. Oktober 2009 im Qualifikationsspiel zur WM 2010 gegen Uruguay zum ersten Mal in einem Pflichtspiel zum Einsatz. Dabei wurde er in der 79. Spielminute für Gonzalo Higuaín eingewechselt und erzielte nur fünf Minuten später den wichtigen 1:0-Siegtreffer für Argentinien, der das Nationalteam schlussendlich zur WM 2010 nach Südafrika brachte.
Diego Maradona nominierte Bolatti am 19. Mai 2010 in den finalen 23-Mann-Kader Argentiniens, der an der Weltmeisterschaft in Südafrika teilnehmen wird. Zuvor absolvierte Bolatti Anfang März 2010 noch einen Länderspielkurzeinsatz beim 1:0-Sieg über Deutschland.

## Erfolge
CA Belgrano
- Aufstieg in die argentinische Primera División: 2005/06

FC Porto
- Portugiesischer Meister: 2007/08
- UEFA-Champions-League-Teilnahme: 2007/08

CA Huracán
- Vizemeister der argentinischen Primera División: Clausura 2009

AC Florenz
- UEFA-Champions-League-Teilnahme: 2009/10

Internacional
- Staatsmeisterschaft von Rio Grande do Sul: 2011, 2012

Auszeichnungen
- Bester Fußballspieler Córdobas: 2009 (CA Huracán)